# Xã Franklin, Quận Pulaski, Indiana
Xã Franklin (tiếng Anh: Franklin Township) là một xã thuộc quận Pulaski, tiểu bang Indiana, Hoa Kỳ. Năm 2010, dân số của xã này là 715 người.